# 1112 (szám)
Az 1112 (római számmal: MCXII) az 1111 és 1113 között található természetes szám.

## A szám a matematikában
A tízes számrendszerbeli 1112-es a kettes számrendszerben 10001011000, a nyolcas számrendszerben 2130, a tizenhatos számrendszerben 458 alakban írható fel.
Az 1112 páros szám, összetett szám. Kanonikus alakja 23 · 1391, normálalakban az 1,112 · 103 szorzattal írható fel. Nyolc osztója van a természetes számok halmazán, ezek növekvő sorrendben: 1, 2, 4, 8, 139, 278, 556 és 1112.
Az 1112 két szám valódiosztó-összegeként áll elő, ezek a 624 és 2218.

## Csillagászat
- 1112 Polonia kisbolygó